# Chathamalbatros
Chathamalbatros (latin: Thalassarche eremita) er en stormfugl, der lever ved Chatham Øerne.